# Amore (1978)
Amore ist eine deutsche Liebeskomödie aus dem Jahr 1978 von Klaus Lemke (Regie und Drehbuch) mit Cleo Kretschmer und Pietro Giardini in den Hauptrollen. Lemke erhielt dafür 1979 den Adolf-Grimme-Preis mit Silber.

## Handlung
Maria ist Mitte 20 und wohnt bei ihrem Vater, einem verwitweten kleinen Gemüsehändler, in Haidhausen. Ihre Freundin Bärbel hat Liebeskummer mit dem schönen Italiener Pietro. Dessen Vater ist Gemüse-Großhändler auf dem Münchner Großmarkt. Außer Maria, die ihn anfangs nicht ausstehen kann, interessieren sich alle Mädchen für den Herzensbrecher. Als Pietro Bärbel sitzen lässt, beschließt Maria, sich an ihm zu rächen. Sie sorgt dafür, dass er sich in sie verliebt, was gleichzeitig ihren Freund Franz, einen Bundeswehrsoldaten, eifersüchtig macht.
Nebenbei versucht Maria, ihren Vater, der seit Kurzem Witwer ist, wieder unter die Haube zu bringen. Dazu schaltet sie eine Annonce in einer Zeitung, auf die hin sich eine Politesse meldet. Nachdem Marias Vater zunächst ablehnend reagiert, verliebt er sich doch in die Frau.